# Igala-Union
Die Igala-Union war eine politische Partei in Nigeria und das nationalistische Bündnis des Igala-Volkes in der Zeit des Übergangs von der britischen Kolonialherrschaft zur Unabhängigkeit des Landes.
Die Union war ursprünglich von Mitgliedern einflussreicher Igala-Gruppen, welche dem Nördlichen Völkerkongress zugeneigt waren, gegründet worden. Sie setzte sich für muttersprachlichen Unterricht in der Sprache Igala, einer yoruboiden Sprache, ein. 
Die Igala-Union gewann bei der nationalen Wahl zum Repräsentantenhaus in Nigeria 1959 insgesamt vier Sitze im Repräsentantenhaus des Landes.